# Ooteca arácnida

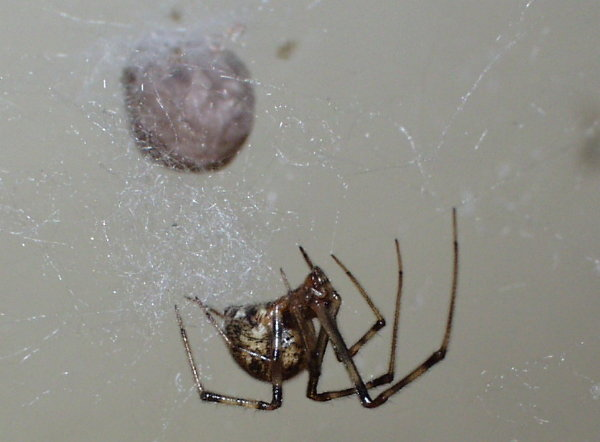
Ooteca de Parasteatoda tepidariorum.

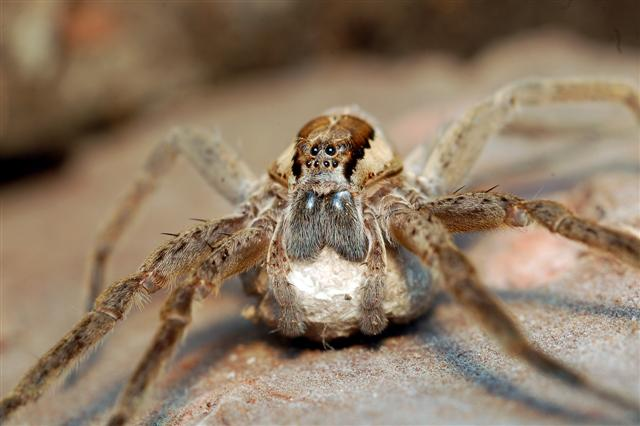
Dolomedes minor llevando su ooteca.

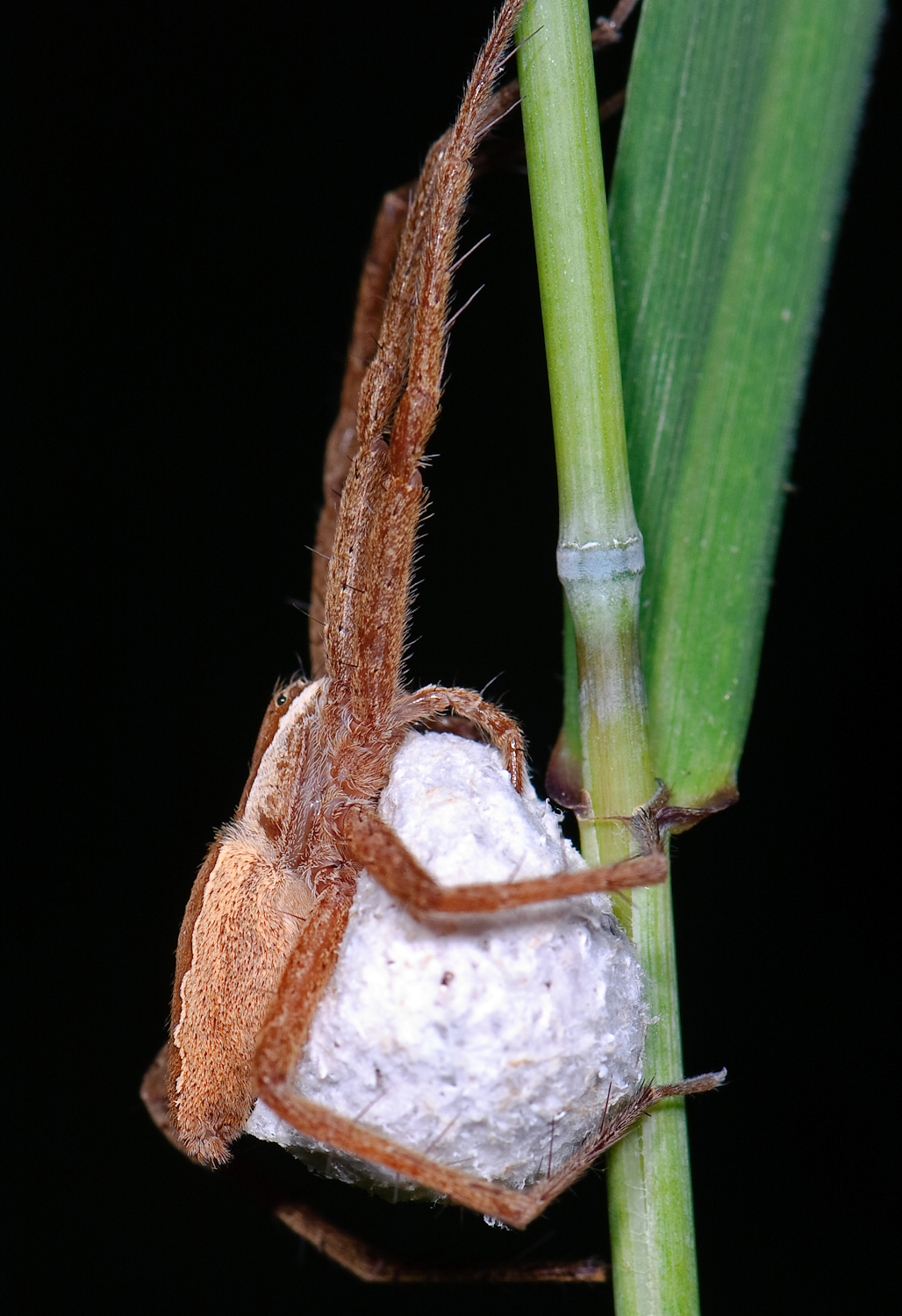
Pisaurina mira fotografiado con su ooteca en la noche.

La ooteca arácnida es el depósito de huevos de las arañas. Son aproximadamente esféricos de más o menos de 1 mm de diámetro; son puestos en una masa compacta y recubiertos de una seda en menor o mayor grado, formando un capullo. Pueden ser de diversos colores: amarillo pálido, pardos, rosados e incluso verde brillante como ocurre con la Micromata.

## Características generales
El número de huevos por puesta depende del tamaño de la hembra: las hembras de mayor tamaño ponen más huevos y de mayor tamaño que otras arañas más pequeñas. También algunas especies ponen más de una puesta. Se ha podido comprobar que las arañas del género Dolomedes ponen más de 2000 huevos en cuatro capullos, mientras que en el otro extremo el género Oonops pone solo dos huevos en cada puesta, con un total de 6 capullos.
Las ootecas son en muchas casos, según su forma y coloración característicos de las familias o incluso de las especies. Los Clubiónidos y algunas especies de Salticidos ponen sus huevos directamente en el nido (una estructura de bolsa de seda dura y colorada debajo de las piedras, leños o entre la alta vegetación). La madre permanece encerrada en el nido guardando los huevos hasta que estos eclosionan. Los Gnafósidos actúan de forma semejante pero colocando los huevos en el interior de la ooteca y esta dentro del nido.
También hay arañas (Tegenaria) que utilizan lo que van encontrando (fragmentos pequeños de madera o restos de presas) para construir el nido. Las especies del género Zodarion también añaden fragmentos de restos vegetales para camuflar la puesta.
Existen relativamente pocas arañas que abandonen la puesta, sin embargo en algunas familias las hembras mueren antes de que nazcan las crías, como le ocurre a la Araneus diadematus; seguramente durante el tiempo que la madre permanece cuidando a los huevos impide que éstos sean parasitados. Las hembras de los Tomisidos y de los Filodrómicos guardan su única puesta durante todo el verano. Las puestas abandonadas tienden a presentar un recubrimiento de seda velluda y a presentar un gran espacio entre la pared de la ooteca y los huevos para evitar que los insectos alcancen los huevos. Las puestas que eclosionan en un periodo de tiempo, como sucede en los Licosidos y Pisauridos son lisas y compactas.
Otra peculiaridad de estos quelicerados ocurre con el género Agroeca ya que aunque habitan en el suelo, trepan hasta los brezos para atar sus puestas a las ramas superiores. Los capullos están formados por seda blanca y tienen una forma como de copa de vino invertida que camuflan perfectamente con partículas del suelo.
- Datos: Q6051154